# Sinfonia n. 9 (Beethoven)
La Sinfonia n. 9 in Re minore per soli, coro e orchestra op. 125, anche nota come Corale, è l'ultima sinfonia di Ludwig van Beethoven, scritta fra il 1822 e il 1824. Fu eseguita per la prima volta il 7 maggio 1824 al Theater am Kärntnertor di Vienna, con il contralto Caroline Unger e il tenore Anton Haizinger. Ai primi tre movimenti esclusivamente strumentali ne segue un quarto che include i solisti e il coro sui versi dell'ode Alla gioia di Friedrich Schiller.
È una delle opere più note ed eseguite di tutto il repertorio classico ed è considerata uno dei maggiori capolavori della storia della musica, anche in quanto simbolo universale di unità e fratellanza tra gli uomini, oltre ad essere ritenuta da molti musicologi il capolavoro di Beethoven. È stata inoltre per lungo tempo la maggiore composizione sinfonica con voci.
Il tema del finale, riadattato da Herbert von Karajan, è stato adottato nel 1972 come Inno europeo. Nel 1985 diviene Inno ufficiale dell'Unione Europea. Nel 2001 spartito e testo sono stati dichiarati dall'UNESCO Memoria del mondo attribuita alla Germania.

## Storia

### Composizione
La Società Filarmonica di Londra inizialmente commissionò una sinfonia in Re minore al compositore nel 1817. Contemporaneamente Beethoven aveva avuto richiesta anche per una Sinfonia tedesca che prevedesse una parte per coro. Nel 1822 riprese le due idee di composizione che confluirono l'anno seguente in un unico grande lavoro che rielaborava tutti gli spunti già messi su carta fino ad allora. La composizione fu compiuta tra l'autunno del 1823 e il febbraio 1824, data di completamento della partitura autografa con l'inserimento nella sinfonia dell'Ode di Schiller.
Prendendo spunto dalla commissione ricevuta, l'opera fu denominata nel suo primo abbozzo Allemande ("Tedesca") Quanto alla struttura, già la Fantasia corale, Op. 80 (1808), in pratica un movimento di un concerto per pianoforte, introduce un coro e dei solisti verso la fine, per creare il culmine. Così nella Nona Sinfonia le voci cantano un tema prima suonato strumentalmente: peraltro il tema, per lo meno nella struttura, ricorda piuttosto da vicino quello corrispondente nella Fantasia Corale. Andando ancora più indietro, una versione precedente del tema della Fantasia Corale si trova nel lied Ungeliebten und Gegenliebe, per pianoforte e voce, risalente al 1794. L'offertorio Misericordias Domini KV 222 di Mozart (1775) contiene un tema affidato ai violini che corrisponde esattamente, a parte una minima variazione, alla frase iniziale dell'Inno alla gioia, e lo richiama pertanto all'orecchio dell'ascoltatore moderno (il fatto non è però straordinario, dal momento che entrambe le melodie procedono per grado congiunto).

### La prima
Anche se le sue opere più importanti avevano quasi sempre esordito a Vienna, Beethoven voleva che, una volta terminata, la sua ultima composizione fosse eseguita il più presto possibile a Berlino, poiché pensava che il gusto musicale viennese fosse ormai dominato dai compositori italiani, come Rossini. Ma i suoi amici e finanziatori insistettero affinché la première della sinfonia si tenesse a Vienna, tanto che fecero partire una petizione, firmata da molti importanti mecenati e interpreti della musica viennese, suoi ammiratori.

Beethoven fu lusingato dall'adorazione di Vienna, e così acconsentì. Discusse però, a lungo, sulla scelta del luogo dove tenere il concerto. Egli propendeva infatti per la sala del Ridotto, un circolo privato, e già si diceva a Vienna che egli avrebbe dato il concerto "in un guscio di noce". Le ragioni di questa scelta sono dovute al fatto che, come già obiettato dall'autorità ecclesiastica, un teatro potesse apparire una sede troppo profana per un'opera di alta ispirazione religiosa come la Missa Solemnis che avrebbe esordito nella sua quasi interezza insieme con la Nona sinfonia. Saranno infine i suoi stessi amici e confidenti a dissuaderlo dalla scelta di dare un concerto in una sala (Verein), e propendere invece per un teatro, nel quale non solo sarebbe convenuta volentieri gran parte della nobiltà e della corte, ma soprattutto l'effetto e la forza dei suoi due nuovi lavori avrebbero trovato uno spazio dove poter essere espresse compiutamente.

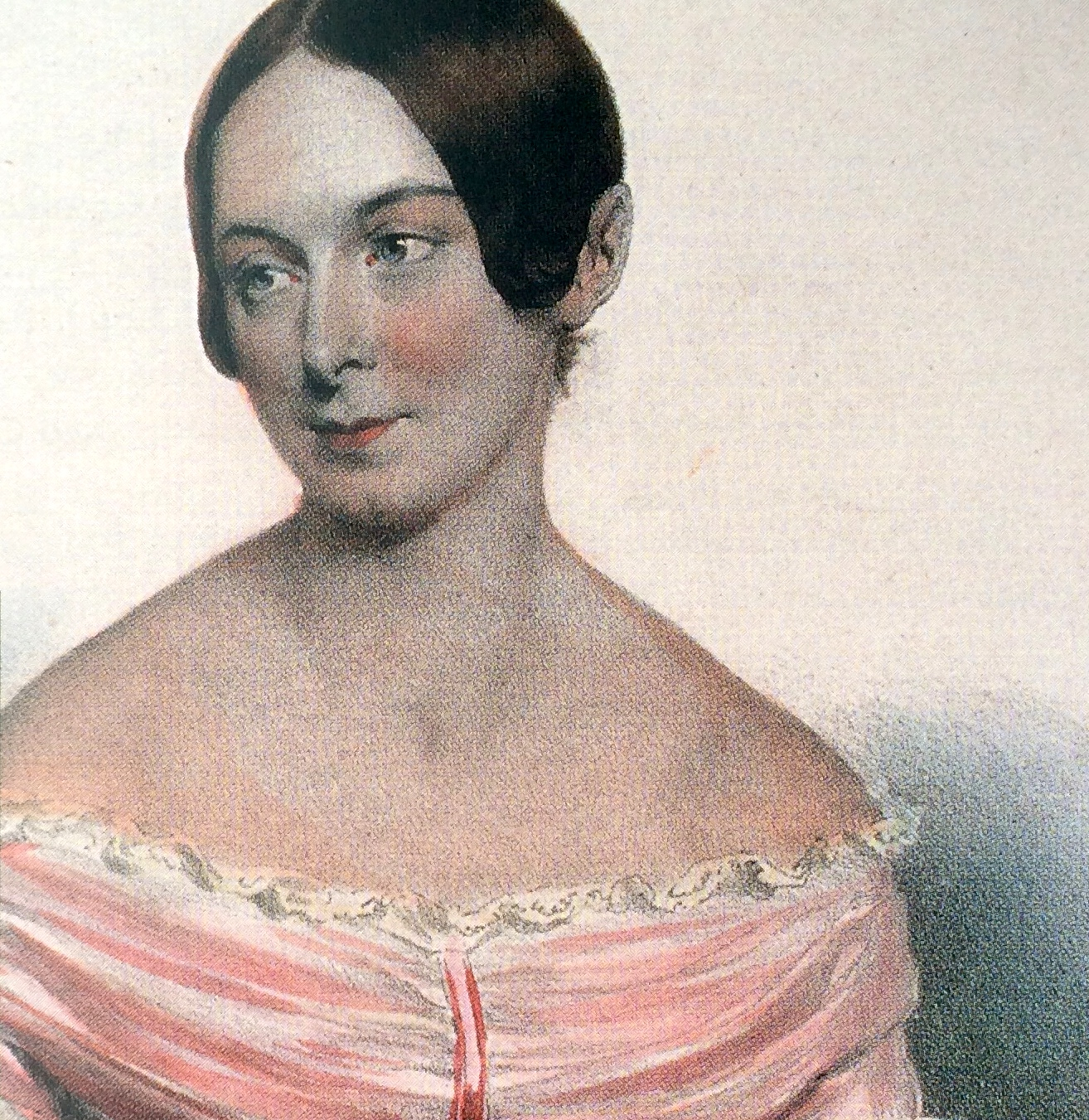
Caroline Unger cantò come contralto durante la prima esecuzione della sinfonia, e si dice che nel finale abbia fatto voltare Beethoven per guardare la folla plaudente.

La prima della Nona sinfonia si tenne il 7 maggio 1824 a Vienna, al Theater am Kärntnertor, seguita da tre parti della Missa Solemnis (il Kyrie, il Credo, e l'Agnus Dei) e dall'ouverture La consacrazione della casa. Fu la prima apparizione sul palco del compositore in 12 anni; la sala era gremita di un pubblico entusiasta e di un gran numero di musicisti. La première della sinfonia coinvolse la più grande orchestra mai riunita da Beethoven e richiese gli sforzi combinati della Kärntnertor house orchestra e della Società musicale di Vienna (Gesellschaft der Musikfreunde), insieme con un gruppo selezionato di dilettanti preparati. Sebbene non esista una lista completa degli artisti che vi presero parte, si sa che parteciparono molti degli artisti più noti di Vienna.
Le parti per soprano e per contralto furono interpretate dalle famose cantanti Henriette Sontag e Caroline Unger. Il soprano tedesco Henriette Sontag (1806-1854) aveva diciott'anni quando lo stesso Beethoven la ingaggiò per eseguire la sinfonia al suo esordio. Anche il contralto ventunenne viennese Caroline Unger (1803-1877) fu ingaggiato personalmente da Beethoven, ma già nel 1821 si era guadagnata ottime critiche in seguito all'apparizione nel Tancredi di Rossini. Dopo essersi esibita alla première del 1824, la Unger divenne famosa in Italia e a Parigi. Compositori come Donizetti e Bellini sono famosi per aver scritto ruoli specificatamente per la sua voce.

Ufficialmente l'esecuzione fu diretta dal maestro di cappella del teatro, Michael Umlauf, anche se lo stesso Beethoven condivise il palco con lui, cosicché se non altro poté percepire, tattilmente attraverso il plancito, le vibrazioni di risonanza dei registri bassi e del ritmo generale. Due anni prima proprio Umlauf aveva assistito al tentativo di Beethoven, già all'epoca sordo, di dirigere la prova generale della sua opera Fidelio, che finì in un disastro. Così questa volta istruì i cantanti e i musicisti affinché ignorassero il maestro Beethoven. All'inizio di ciascuna parte il compositore, che sedeva al lato del palco, dava i diversi tempi: voltava le pagine della partitura scritta da lui e batteva il tempo per una orchestra che non poteva udire. Così riporta, invece, il violinista Joseph Böhm:
Ci sono diversi aneddoti riguardo alla prima della Nona. In base alle testimonianze dei partecipanti, molti indizi suggeriscono che l'esecuzione era stata piuttosto mal preparata (c'erano state solo due prove complete) e alquanto sconnessa. Le diverse fonti però concordano sul fatto che fu un grande successo.
Quando capitava che il pubblico applaudisse, alla fine dello Scherzo o alla conclusione dell'intera sinfonia, facendo così dilatare i tempi di esecuzione, Beethoven era fuori tempo per diverse misure e tuttavia continuava a condurre. Per questa ragione secondo alcuni il contralto Caroline Unger si sarebbe avvicinata a Beethoven nel finale dell'esecuzione e lo avrebbe fatto voltare per ricevere gli applausi e gli evviva del pubblico. Secondo un testimone, «il pubblico ricevette l'eroe musicale con il massimo rispetto e simpatia, ascoltò le sue meravigliose, gigantesche creazioni con l'attenzione più assorbita e scoppiò in un applauso di giubilo, spesso durante le sezioni, e ripetutamente alla loro fine». L'intero pubblico per cinque volte acclamò l'autore con una standing ovation; c'erano fazzoletti in aria, cappelli, mani alzate, in modo che Beethoven, che non riusciva a sentire gli applausi, potesse almeno vedere i gesti di ovazione.

### Edizioni
La prima edizione tedesca è stata stampata da B. Schott's Söhne di Magonza nel 1826. L'edizione Breitkopf & Härtel risalente al 1864 è stata usata ampiamente dalle orchestre. Nel 1997 Bärenreiter pubblicò un'edizione di Jonathan Del Mar. Secondo Del Mar, questa edizione corregge quasi 3.000 errori contenuti nell'edizione Breitkopf, alcuni dei quali erano "notevoli". David Levy tuttavia ha criticato questa edizione, dicendo che potrebbe creare tradizioni "molto probabilmente false". Breitkopf ha anche pubblicato una nuova edizione di Peter Hauschild nel 2005.

## Struttura
La sinfonia è divisa in quattro movimenti, l'ultimo dei quali contiene l'Inno alla gioia. Beethoven modifica la tipica struttura della sinfonia classica inserendo per la prima volta uno scherzo prima del movimento lento (infatti lo scherzo solitamente segue il movimento più lento). Eccezionalmente infatti, se il primo movimento di una sinfonia o di una sonata e il successivo tempo lento acquistano proporzioni e impegno eccessivi, lo scherzo può diventare il secondo movimento, dando così maggior equilibrio all'opera. Egli aveva comunque già fatto lo stesso in lavori precedenti, tra i quali il Quartetto per archi in La maggiore Op. 18 n. 5, il Trio per pianoforte e archi Arciduca op. 97, e la sonata per pianoforte Hammerklavier op. 106. Anche Haydn fece lo stesso in altri lavori.
Durata delle indicazioni tra i vari movimenti: (Beethoven Symphony no. 9 in D minor, op.125).
| Movimento | Indicazioni del movimento               | Misura | Tempo e durata     | Tonalità |
| --------- | --------------------------------------- | ------ | ------------------ | -------- |
| I         | Allegro ma non troppo, un poco maestoso | 2/4    | = 88 (00:00:01 s)  | re m     |
| II        | Molto vivace                            | 3/4    | = 116 (00:15:18 s) | re m     |
| II        | Presto                                  | 2/2    | = 116 (00:18:49 s) | re M     |
| II        | Scherzo da Capo al Coda                 | 3/4    | = 116 (00:21:43 s) | re m     |
| II        | Coda (le 13 misure finali)              | 2/2    | = 116 (00:25:07 s) | re M     |
| III       | Adagio molto e cantabile                | 4/4    | = 60 (00:25:18 s)  | si♭ M    |
| III       | Andante moderato                        | 3/4    | = 63 (00:28:10 s)  | re M     |
| III       | Tempo I                                 | 4/4    | = 60 (00:29:23 s)  | si♭ M    |
| III       | Andante moderato                        | 3/4    | = 63 (00:31:41 s)  | sol M    |
| III       | Adagio                                  | 4/4    | = 60 (00:32:51 s)  | mi♭ M    |
| III       | Lo stesso tempo                         | 12/8   | = 60 (00:34:41 s)  | si♭ M    |
| IV        | Presto                                  | 3/4    | = 96 (00:42:08 s)  | re m     |
| IV        | Allegro assai                           | 4/4    | = 80 (00:43:55 s)  | re M     |
| IV        | Presto                                  | 3/4    | = 96 (00:44:05 s)  | re m     |
| IV        | Allegro assai                           | 4/4    | = 80 (00:44:39 s)  | re M     |
| IV        | Allegro assai vivace - Alla Marcia      | 6/8    | = 84 (00:44:45 s)  | si♭ M    |
| IV        | Andante maestoso                        | 3/2    | = 72 (00:56:18 s)  | sol M    |
| IV        | Allegro energico, sempre ben marcato    | 6/4    | = 84 (00:59:54 s)  | re M     |
| IV        | Allegro ma non tanto                    | 2/2    | = 120 (01:02:27 s) | re M     |
| IV        | Prestissimo                             | 2/2    | = 132 (01:05:00 s) | re M     |

### Primo movimento

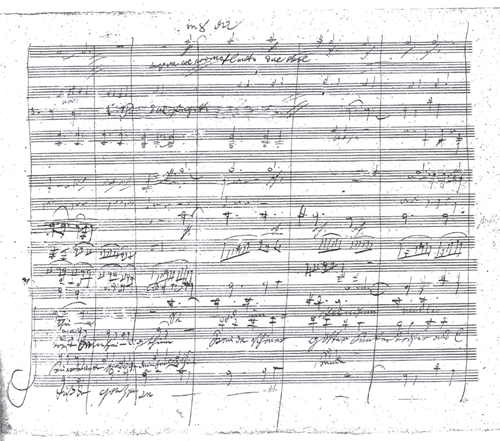
Spartito autografo del quarto movimento della sinfonia.

Allegro ma non troppo, un poco maestoso. Durata approssimativa 16 min.
Il primo movimento è una sonata dall'atmosfera tempestosa. L'incipit della sinfonia è celebre per la quinta vuota la-mi priva della modale, che dà un senso di vuoto e di indefinito. Tale tecnica venne usata anche da sinfonisti posteriori (Anton Bruckner, Gustav Mahler) per rendere l'idea dell'ordine che nasce dal caos indistinto e indeterminato. Il tema di apertura viene suonato "pianissimo" su tremolo di archi. Successivamente da questo limbo musicale emerge un tema potente e chiaro che dominerà l'intero movimento. Alla fine della parte di ricapitolazione, torna a un "fortissimo" in Si bemolle maggiore, invece che al Re minore di apertura, la tonalità del movimento. L'introduzione impiega anche la relazione tra modale e tonica che distorce ulteriormente la tonica fino a che essa non viene suonata dal fagotto nel più basso registro possibile. La coda utilizza un passus duriusculus.

### Secondo movimento
Scherzo: Molto vivace/Presto. Durata approssimativa 10 min.
Il secondo movimento, uno scherzo, è anch'esso in Re minore, con il tema di apertura somigliante a quello del primo movimento, una costruzione che si trova anche nella Sonata per pianoforte n. 29, scritta pochi anni prima. Essa usa ritmi propulsivi e un assolo di timpani. A tratti, durante il movimento Beethoven sottolinea che il battito dovrebbe essere ogni tre battute, forse a causa del passo molto veloce della gran parte del movimento, scritto in tempo triplo con l'indicazione "ritmo di tre battute", e un battito ogni quattro battute "ritmo di quattro battute".
Beethoven era già stato criticato in precedenza perché non aderiva alle regole riguardanti le composizioni. Utilizzò questo movimento come risposta ai suoi critici. Solitamente gli scherzi sono scritti in tempo triplo; Beethoven fece altrettanto ma esso ha un contrappunto tale che quando accoppiato con la velocità, rende il suono in tempo quarto.
Seppur aderente alla forma ternaria di un movimento di danza (scherzo-trio-scherzo, o minuetto-trio-minuetto), il movimento ha al suo interno una sonata completa. All'interno di essa, la prima parte dell'esposizione comincia con una fuga.
La sezione di trio contrastante è in Re maggiore e in tempo doppio. È nel trio che suona il trombone.

### Terzo movimento
Adagio-molto e cantabile – Tempo Primo – Andante Moderato – Adagio – Lo Stesso Tempo. Durata approssimativa 16 min.
Il tempo lento del terzo movimento smorza i toni dopo i suoni impetuosi dei precedenti, preparandosi quindi per lo slancio del finale. Il movimento lento e lirico, in Si bemolle maggiore, è in una forma variata sciolta, dove ogni coppia di variazioni elabora progressivamente il ritmo e la melodia. La prima variazione, come il tema, è in 4/4, mentre la seconda in 12/8. Le variazioni sono separate da passaggi in 3/4, il primo in re maggiore, il secondo in sol maggiore. La variazione finale è interrotta due volte da episodi in cui forti fanfare eseguite da tutta l'orchestra sono corrisposte da ottave suonate dai soli primi violini. Un importante corno solista è assegnato al quarto suonatore. I tromboni sono in tacet durante tutto il movimento.

### Quarto movimento
Presto; Allegro assai (Alla marcia); Andante maestoso; Allegro energico, sempre ben marcato. Durata approssimativa 24 min.
Il quarto movimento si caratterizza per contenere il recitativo, così suddiviso:
- Presto – Allegro ma non troppo – Vivace – Adagio cantabile – Allegro assai – Presto: O Freunde – Allegro assai: Freude, schöner Götterfunken – Alla marcia – Allegro assai vivace: Froh, wie seine Sonnen – Andante maestoso: Seid umschlungen, Millionen! – Adagio ma non troppo, ma divoto: Ihr, stürzt nieder – Allegro energico, sempre ben marcato: (Freude, schöner Götterfunken – Seid umschlungen, Millionen!) – Allegro ma non tanto: Freude, Tochter aus Elysium! – Prestissimo, Maestoso, Molto Prestissimo: Seid umschlungen, Millionen!

Il famoso finale corale è la rappresentazione musicale beethoveniana della fratellanza universale. Il pianista e musicologo americano Charles Rosen lo ha definito come una "sinfonia all'interno della sinfonia", suonata senza interruzione. Questa "sinfonia interna" segue infatti lo stesso schema generale della Nona Sinfonia nel suo complesso. Lo schema è il seguente:
- Primo "movimento": tema e variazioni con lenta introduzione. Il tema principale che appare prima coi violoncelli e i contrabbassi viene poi "ricapitolato" dalle voci, presenti in tutti gli altri "pseudo-movimenti".
- Secondo "movimento": scherzo in 6/8 in stile militare (inizia "Alla marcia", parole "Froh, wie seine Sonnen fliegen"), nello stile "alla turca".[31] Conclude con una variazione in 6/8 del tema principale con il coro.
- Terzo "movimento": lenta meditazione con un nuovo tema sul testo "Seid umschlungen, Millionen!" (inizia con un "Andante maestoso").
- Quarto "movimento": fugato finale sui temi del primo e del terzo "movimento" (inizia con un "Allegro energico").

Il movimento ha un'unità tematica, in cui ogni parte può dimostrarsi basata sul tema principale, il tema "Seid umschlungen", o su una combinazione dei due.
Il primo "movimento all'interno di un movimento" è a sua volta organizzato in sezioni:
- Una introduzione, che inizia con un Presto che è quasi una tempesta di passaggio. Quindi si evocano brevemente tutti e tre i precedenti movimenti in ordine, ciascuno commentato e "respinto" dai violoncelli e i contrabbassi, che giocano in una prefigurazione strumentale della voce umana (recitativo). Alla presentazione del tema principale, anche i violoncelli e i contrabbassi prendono quindi parte alla sinfonia.
- Il tema principale costituisce la base di una serie di variazioni per l'orchestra sola.
- L'introduzione viene quindi ripetuta dal passaggio Presto, questa volta con il solista baritono che canta i recitativi precedentemente suggeriti dai violoncelli e i contrabbassi.
- Il tema principale subisce ancora variazioni, questa volta per i cantanti solisti e il coro.[32]

#### Testo
Aggiungere un finale con tanto di coro alla sinfonia rappresentava, per Beethoven, un'idea a cui pensava già dal 1807, e che in parte realizzò nel 1808 nel finale della Fantasia corale, portata però a totale compimento solo con la Nona sinfonia, musicando nel quarto movimento l'Ode o Inno alla gioia di Friedrich Schiller.
(Ludwig van Beethoven, Introduzione del compositore ad An die Freude)
Già dal 1793 Beethoven manifestò la volontà di mettere in musica l'Inno alla gioia di Friedrich Schiller. Al 1799 risale il primo abbozzo, sotto forma di Lied, mentre altri schizzi si trovano attualmente in raccolte risalenti al 1814 e 1815. Ma fu solo con la Nona Sinfonia che Beethoven adattò tale testo alla musica. E per far ciò, prese ispirazione da una stesura dell'Ode vista dall'autore stesso nel 1803. L'Inno alla gioia è una lirica nella quale la gioia è intesa non certo come semplice spensieratezza e allegria, ma come risultato a cui l'uomo giunge seguendo un percorso graduale, liberandosi dal male, dall'odio e dalla cattiveria. Peculiarità di quest'ultimo movimento è il perfetto uso (ante litteram) del Leitmotiv, che sarà caratteristico della produzione wagneriana. Infatti Beethoven, all'inizio del 4º movimento, riprende in ordine tutti e tre i temi dei precedenti. Inoltre incorpora con maestria vari stili vocali e strumentali in una maniera inedita prima di allora, facendo convergere l'opera lirica, le marce della musica militare e la polifonia tipica della musica sacra.
(Luigi Magnani, Beethoven nei suoi quaderni di conversazione, Laterza, 1970, pp. 137-8.)
Le parole scritte dallo stesso Beethoven (e non contenute nella poesia di Schiller) sono riportate in corsivo:
Freude, schöner Götterfunken
Tochter aus Elysium,
Wir betreten feuertrunken,
Himmlische, dein Heiligtum!

Deine Zauber binden wieder
Was die Mode streng geteilt;
Alle Menschen werden Brüder,
Wo dein sanfter Flügel weilt.
Wem der große Wurf gelungen,
Eines Freundes Freund zu sein;
Wer ein holdes Weib errungen,
Mische seinen Jubel ein!
Ja, wer auch nur eine Seele
Sein nennt auf dem Erdenrund!
Und wer's nie gekonnt, der stehle
Weinend sich aus diesem Bund!
Freude trinken alle Wesen
An den Brüsten der Natur;
Alle Guten, alle Bösen
Folgen ihrer Rosenspur.
Küsse gab sie uns und Reben,
Einen Freund, geprüft im Tod;
Wollust ward dem Wurm gegeben,
Und der Cherub steht vor Gott.
Froh, wie seine Sonnen fliegen
Durch des Himmels prächt'gen Plan,
Laufet, Brüder, eure Bahn,
Freudig, wie ein Held zum Siegen.
Gioia, bella scintilla divina,
figlia dell'Elisio,
noi entriamo ebbri e frementi,
celeste, nel tuo tempio.
Il tuo fascino riunisce
ciò che la moda separò,
ogni uomo s'affratella
dove la tua ala soave freme.
L'uomo a cui la sorte benevola,
concesse il dono di un amico,
chi ha ottenuto una donna devota,
unisca il suo giubilo al nostro!
Sì, chi anche una sola anima
possa dir sua nel mondo!
Chi invece non c'è riuscito,
lasci piangente e furtivo questa compagnia!
Gioia bevono tutti i viventi
dai seni della natura;
vanno i buoni e i malvagi
sul sentiero suo di rose!
Baci ci ha dato e uva,
un amico, provato fino alla morte!
La voluttà fu concessa al verme,
e il cherubino sta davanti a Dio!
Lieti, come i suoi astri volano
attraverso la volta splendida del cielo,
percorrete, fratelli, la vostra strada,
gioiosi, come un eroe verso la vittoria.
Abbracciatevi, moltitudini!
Questo bacio vada al mondo intero!
Fratelli, sopra il cielo stellato
deve abitare un padre affettuoso.
Vi inginocchiate, moltitudini?
Intuisci il tuo creatore, mondo?
Cercalo sopra il cielo stellato!
Sopra le stelle deve abitare.»
(Nona sinfonia in Re minore, Op. 125 di Ludwig van Beethoven - IV movimento)
Nell'ultima parte del testo, Beethoven si riallaccia alla tradizione della musica sacra medievale: il compositore rievoca un inno liturgico, nello specifico una salmodia, utilizzando l'ottavo modo del canto gregoriano, l'ipomisolidio; Le domande religiose, simultaneamente alle affermazioni ed alle esortazioni, sono caratterizzate da stilemi musicali arcaici, degli autentici "fossili gregoriani" inseriti in una particolare struttura della recitazione dei salmi basata sulla sequenza primo versetto —  risposta  — secondo versetto — risposta — inno. Il ricorso di Beethoven a questo stile di musica sacra ha l'effetto di smorzare la natura interrogativa del testo quando si fa riferimento alla prostrazione delle "moltitudini" (Millionen) verso l'essere supremo.

## Organico
La sinfonia è composta per la seguente orchestra. Gli strumenti e le persone impiegate sono di gran lunga i più numerosi per l'esecuzione di qualsiasi altra sinfonia di Beethoven; tuttavia alla première lo stesso Beethoven li aumentò ulteriormente assegnando due suonatori in più a ciascuna parte dei legni.
Legni
ottavino (solo quarto movimento)
2 flauti
2 oboi
2 clarinetti in La, Si bemolle e Do
2 fagotti
controfagotto (solo quarto movimento)
Ottoni
2 corni (primo e secondo) in Re e Si bemolle
2 corni (terzo e quarto) in Si bemolle basso e Mi bemolle
2 trombe in Re e Si bemolle
3 tromboni contralto, tenore e basso (solo secondo e quarto movimento)
Percussioni
timpani
grancassa, triangolo e piatti (solo quarto movimento)
Voci (solo quarto movimento)
4 solisti
soprano
contralto
tenore
baritono
Coro SATB
Archi
violini I, II
viole
violoncelli
contrabbassi

## Ricezione e critica
La sinfonia fu dedicata a Federico Guglielmo III, Re di Prussia.
La sinfonia è storicamente indicata come il capolavoro di Beethoven, nonché tra i punti più alti mai raggiunti dalla musica di ogni epoca. Ciò nonostante, non le sono state risparmiate critiche, e in particolare all'ultimo movimento (singolarmente, il più famoso) sono state rimproverate alcune durezze: «early critics rejected [the finale] as cryptic and eccentric, the product of a deaf and ageing composer». Giuseppe Verdi, che stravedeva per i primi tre movimenti, criticò invece aspramente l'ultimo.

## Esecuzioni celebri
- François-Antoine Habeneck già nel 1821 aveva fatto conoscere le sinfonie beethoveniane e dedicò successivamente una particolare cura allo studio della Nona, continuando a provarla con l'orchestra per ben due anni prima di eseguirla in versione integrale, dimostrando grande professionalità.[40]
- La Nona è stata spesso considerata il punto d'arrivo per molti direttori d'orchestra fin da quando Richard Wagner la diresse a Dresda nel 1846, cercando di dar rilievo alle più profonde sottigliezze d'espressione.
- L'interpretazione di Arturo Toscanini è da ricordare in particolare per il grande vigore ritmico e la concertazione precisa; celebre la sua direzione al Metropolitan Opera House di New York del 1913 con il contralto Louise Homer.
- Wilhelm Furtwängler cercò di cogliere la complessità delle architetture beethoveniane, in particolare della Nona. Da ricordare la sua esecuzione della sinfonia a Bayreuth il 29 luglio 1951
- Bruno Walter, pur non essendo uno "specialista" beethoveniano, è stato comunque un notevole interprete della Nona dirigendola più volte con la Columbia Symphony Orchestra e con la New York Philharmonic.
- Herbert von Karajan è stato uno dei maggiori interpreti delle sinfonie di Beethoven. La sua interpretazione della Nona è all'opposto di quella di Toscanini, la sua è una lettura profonda, di grande perfezionismo, che scava nella partitura cercando di metterne in rilievo l'intimo significato.[41]

Per celebrare la caduta del Muro di Berlino, nel Natale del 1989, Leonard Bernstein la diresse alla testa di membri di diverse orchestre europee alla Schauspielhaus di Berlino, solisti June Anderson (soprano), Sarah Walker (mezzosoprano), Klaus König (tenore) e Jan-Hendrik Rootering (basso). Per quell'occasione, egli stesso sostituì alla parola "Freude" (gioia), che ricorre nel corso del IV movimento, la parola "Freiheit" (libertà). L'esecuzione fu registrata e pubblicata dalla Deutsche Grammophon con il titolo Ode an die Freiheit: Bernstein in Berlin.

## Nella cultura popolare e di massa

### La sinfonia negli Inni
- Durante il periodo della divisione della Germania, l'Inno alla gioia è stato l'inno per la Squadra Unificata Tedesca durante i Giochi olimpici svoltisi tra il 1956 e il 1968.
- Nel 1972, la versione strumentale (senza coro), è stata adottata come inno europeo dal Consiglio d'Europa e, successivamente, dalle Comunità europee (ora Unione europea) nel 1985.[42][43]
- Dal 1974 al 1979 fu inno per la Repubblica di Rhodesia del governo segregazionista di Ian Douglas Smith con il testo "Rise, O Voice of Rhodesia".[44]
- Il coro del quarto movimento viene inoltre utilizzato anche nelle manifestazioni calcistiche: dal 2005 al 2015 è stato l'inno ufficiale della Copa Libertadores[45] mentre dal settembre 2014, una versione strumentale riarrangiata di un frammento del quarto movimento viene utilizzata come sigla delle partite di qualificazione ai Campionati europei di calcio e ai match della zona europea di qualificazione ai Campionati mondiali di calcio, oltre che delle trasmissioni ad esse correlate.[46]

### La sinfonia nel cinema
- Alcuni movimenti della nona sinfonia eseguiti su sintetizzatore Moog da Walter Carlos fanno parte della colonna sonora del film Arancia meccanica, in particolare l'Inno alla Gioia che accompagna per contrasto immagini brutali.
- L'inno alla gioia è nella colonna sonora del film L'attimo fuggente del 1989, suonato dalla Chicago Symphony Orchestra.
- L'esecuzione di parte del 4º movimento è contenuta nel film Departures di Yojiro Takita del 2008.
- L'esordio del 2º movimento è presente nel film Whatever Works di Woody Allen del 2009.
- Parti della nona sinfonia sono contenute nel film Warrior di Gavin O'Connor del 2011.
- Una citazione si trova anche nel film L'era glaciale 4 - Continenti alla deriva.
- Parte della Sinfonia si trova nel film The End of Evangelion della saga Neon Genesis Evangelion del 1997.
- Il film Lezione ventuno di Alessandro Baricco parla dei motivi della creazione della nona sinfonia (secondo l'autore).
- Il film Amata immortale di Bernard Rose, del 1994, che narra la vita romanzata di Beethoven, dà una interpretazione di questo brano ricollegandolo all'infanzia del musicista.
- L'esordio del primo movimento (Allegro ma non troppo, un poco maestoso) è di una certa rilevanza drammatica nel film Equilibrium del 2002.
- Il 4° movimento della sinfonia viene più volte citato nel film Trappola di cristallo di John McTiernan del 1988, venendo anche eseguito nei titoli di coda.

### La sinfonia nell'animazione
- In una scena del film d'animazione del 2015 Snoopy & Friends - Il film dei Peanuts Schroeder suona la nona sinfonia di Beethoven.
- Nell'anime Tin'eiji Myutanto Ninja Tatoruzu no monogatari viene citata in alcuni episodi della seconda stagione e suonata da Leonardo durante un saggio nella quarta stagione.

## Discografia selettiva
- Wilhelm Furtwängler, Orchestra & Coro del Festival di Bayreuth, Elisabeth Schwarzkopf (soprano), Elisabeth Höngen (contralto), Hans Hopf (tenore), Otto Edelmann (baritono), EMI Classics; Naxos
- Wilhelm Furtwängler, Philharmonia Orchestra & Philharmonia Chorus, Elisabeth Schwarzkopf, Elsa Cavelti, Ernst Haefliger, Otto Edelmann, Tahra; Music & Arts
- Otto Klemperer, Philharmonia Orchestra & Chorus, Aase Nordmo Løvberg, Christa Ludwig, Waldemar Kmentt, Hans Hotter, Testament
- Herbert von Karajan, Berliner Philharmoniker, Wiener Singverein, Gundula Janowitz, Hilde Rössel-Majdan, Waldeman Kmentt, Walter Berry, DG
- Herbert von Karajan, Wiener Philharmoniker, Wiener Singverein, Elisabeth Schwarzkopf, Elisabeth Hongen, Julius Patzak, Hans Hotter, EMI
- Herbert von Karajan, Berliner Philharmoniker, Wiener Singverein, Anna Tomowa-Sintow, Agnes Baltsa, Peter Schreier, José van Dam, DG
- Leonard Bernstein, Orchestra e Coro della Dresdner Philharmonie, June Anderson, Sarah Walker, Klaus König, Jan-Hendrick Rootering, DG
- Klaus Tennstedt, London Philharmonic Orchestra & Choir, Lucia Popp, Ann Murray, Anthony Rolfe Johnson, René Pape, LPO Live
- Günter Wand, Orchestra Sinfonica & Coro della Norddeutscher Rundfunk, Edith Wiens, Hildegard Hartwig, Keith Lewis, Roland Hermann, RCA
- Nikolaus Harnoncourt, Chamber Orchestra of Europe, Arnold Schönberg Choir, Charlotte Margiono, Birgit Remmert, Rudolf Schasching, Robert Holl, Teldec; Warner
- John Eliot Gardiner, Orchestre Revolutionnaire et Romantique, Monteverdi Choir, Anne Sofie von Otter, Ľuba Orgonášová, Anthony Rolfe Johnson, Gilles Cachemaille, Archiv
- Osmo Vänskä, Minnesota Orchestra & Coro, Helena Juntunen, Katarina Karnéus, Daniel Norman, Neal Davies, BIS
- Arturo Toscanini, NBC Symphony Orchestra, Robert Shaw Chorale, Jan Peerce (tenore), Norman Scott (basso), Eillen Farrell (soprano), Nan Merriman (mezzo-soprano), RCA Red Seal
- Arturo Toscanini, NBC Symphony Orchestra, Jamila Novtona (soprano), Kerstin Thorborg (contralto), Jan Peerce (tenore), Nicola Moscona (basso); Naxos